# Ніколо де Мартоні
Ніколо де Мартоні (італ. Niccolo` de Martoni) — італійський мандрівник, автор подорожніх заміток, відомих під назвою «Книга паломника». Праця Ніколо де Мартоні поруч зі свідченнями Кіріако Анконського та Михайла Хоніата — важливе джерело про життя в Греції, та Аттиці зокрема, доби латинократії.

## «Книга паломника»
Ніколо де Мартоні подорожував Грецією 1395 року. Афіни він відвідав 24 і 25 лютого тільки для того, щоб пришвартувати корабель і таким чином уникнути зіткнення із піратами, повертаючись зі Святої Землі. Його оповідь про місто включає перший систематичний після Павсанія опис зовнішнього вигляду Парфенона та його внутрішнього оздоблення, а також опис Акрополя в цілому, Пропілей, Панафінейського стадіону, Храму Зевса Олімпійського.
Опис Парфенона де Мартоні поєднує емоційне захоплення архітектурою та убранством храму із цікавістю паломника до священних реліквій. Він приголомшений розмірами храму, мармуровими рельєфами і навіть кількістю колон, яких він нарахував 60, хоча насправді колон 58. У внутрішньому оздобленні Мартоні відзначає пишний балдахін над вівтарем, який підтримували 4 яшмові колони. Він оповідає історію дверей собору: начебто вони слугували воротами легендарної Трої, їх привезли в Афіни вже після остаточної перемоги над троянцями. Ця історія вважається дослідниками безглуздою вигадкою церковного служки або провідника, який супроводжував паломників.
Мартоні представляє Парфенон пам'яткою виключно християнської історії, проте головним багатством вважає не численні реліквії та шановану ікону Богородиці, написану євангелістом Лукою та прикрашену перлинами й коштовними каміннями, а копію Євангелія, написану грецькою мовою на тонкому золоченому пергаменті святою рівноапостольною Оленою, матір'ю Констнтина Великого, першого візантійського імператора, що офіційно прийняв християнство. Також Мартоні оповідає про хрест, видряпаний на одній з колон Парфенона святим Діонісієм Ареопагітом
Коротке повідомлення про Ніколо де Мартоні та виклад його латинського тексту наведений у книзі: James Morton Paton. Chapters on mediaeval and Renaissance visitors to Greek lands. — Athens : American School of Classical Studies at Athens, 1951. — 212 с..